# Knjižna zbirka Čebelica
Knjižnica Čebelica je knjižna zbirka, ki je pričela izhajati leta 1953 pri Mladinski knjigi v Ljubljani. Njena prva urednica je bila Kristina Brenk, ki je zbirki izbrala tudi ime. 
»Tako kot je nekoč Kranjska čbelica pomenila rojstvo slovenske umetne besede, je Čebelica od leta 1953 opravila veliko poslanstvo: poslanstvo prvega stika s tiskano besedo, z domišljijsko močjo kratke zgodbe, pravljice, pripovedi, ljudske in umetne pesmi, poljudnoznanstvenih zapisov, prevodov iz svetovne književnosti ...«
 sta o knjižni zbirki Čebelica ob štirideseti obletnici ustanovitve založbe Mladinska knjiga povedala njena dva urednika - Kristina Brenk (1953-1973) in Niko Grafenauer (1974-1993).
V tem članku je predstavljen uredniški koncept Knjižnice Čebelica od 1974 do 1993.
Leto 1993. je bilo namreč za knjižno zbirko jubilejno - praznovala je 40 let izhajanja, leta 1974 pa je prevzel uredništvo Čebelice od Kristine Brenkove Niko Grafenauer in je bil njen urednik do jubilejnega leta.

## Predstavitev
Knjižnica Čebelica pomeni tisto zahtevnostno stopnjo otroške slikanice, s katero se otroku nekako od 3., 4. leta starosti naprej odpre razsežni svet slikanice kot prve prave knjige s tankimi listi in pomeni zahtevnejšo stopnjo otroške slikanice zaradi zunanje podobe  in predvsem zaradi doživljajske zahtevnosti. 
V tej knjižni zbirki (od 1974 do 1993) obstajajo štiri različice leposlovnih slikanic za otroke, prevladujeta pa tipa slikanice, ko sta besedni in likovni ustvarjalec Slovenca (97 čebelic) in slikanica z izvirnim neslovenskim besedilom in slovenskim ilustratorjem (81 čebelic). 10 je čebelic, ko sta besedni in likovni ustvarjalec Neslovenca in ena čebelica z izvirnim slovenskim besedilom in neslovenskim ilustratorjem.
Večina čebelic sodi glede na ustvarjalni postopek v tip slikanice, ko soavtorja (pisec in ilustrator) nista stalna sodelavca, besedilo in ilustracija pa sta dokaj samostojna elementa. V smer stalnega ustvarjalnega sodelovanja sta bila v zbirki naravnana para Kristina Brenk - Ančka Gošnik Godec in Kajetan Kovič - Jelka Reichman. 
Glede na notranjo urejenost tekstovnega in likovnega deleža sodijo čebelice v tip klasične slikanice, v kateri se v enakovrednem prostorskem razmerju menjavata celostransko besedilo in celostranska slika. Le v nekaterih čebelicah si tekstovni in likovni delež posamezno stran v primernem razmerju tudi delita. 
Od 179 rednih zvezkov (21 izmed njih je ponatisov) je barvno ilustriranih 93, 86 je opremljenih s črno-belo ilustracijo.

Do 1989. leta so čebelice izhajale posamično enkrat mesečno, od 1989. leta dalje pa v snopičih po 9 čebelic. S  časom se je spreminjala tudi zunanja podoba čebelic. Čebelice so knjižice velikosti 16 X 16 cm, 10 ponatisov iz leta 1981 pa 17 X 19 cm. Obsegajo povprečno 16 strani. Prvotna zunanja podoba čebelic s celostransko naslovno ilustracijo se je v zadnjih treh zvezkih leta 1985 spremenila: čebelice so dobile barvne plastificirane platnice, posejane z raznobarvnimi pikicami ter v obliki kare uokvirjeno ilustracijo sredi naslovnice. V letu 1989 izide snopič devetih čebelic v potiskani platneni torbici, 1990 jih prinese kartonast medved, 1991/92/93 pa izidejo v plastičnem paketu z otroško urico.
106 čebelic je tiskanih z malimi tiskanimi črkami kar precejšnje velikosti, 73 čebelic pa je tiskanih z velikimi tiskanimi črkami. V zadnjih treh letnikih prevladujejo čebelice z velikimi tiskanimi črkami, kar kaže na to, da so vedno bolj namenjene bralcem v začetnem bralnem obdobju (v predšolski dobi in v prvem razredu osnovne šole).
Od 1974. do 1993. leta se je spreminjalo tudi število natisnjenih izvodov Čebelice. Največja je bila naklada v prvih letih izhajanja (1974-1977) - (povprečno 21000 izvodov), nato je rahlo upadla v letih od 1978 do 1984 (povprečno 17000 izvodov), občuten upad doživela v letih od 1985 do 1991 (povprečno 10000 izvodov), še upade v letu 1992 (8500 izvodov) in v letu 1993 (7500 izvodov)
Izbor besedil v Čebelici omogoča vpogled v slovenski, evropski in svetovni prostor leposlovne slikanice. 93 čebelic je slovenskih, 86 pa je prevodov del neslovenskih avtorjev. Izvirna slovenska besedila prevladujejo v letih 1974/75/76/77/79/89, neslovenska v prevodih v letih 1987/88/90, izrazito v letih 1986/91/92/93 (le še po eno ali dve izvirni slovenski besedili). V letih 1978/81/82/83/84/85 so slovenska in prevedena neslovenska besedila v enakem razmerju. Od 1987. leta dalje je opazna usmeritev urednika k izdaji prevodov neslovenskih slikanic (slovanski, evropski, svetovni prostor).
Besedila v čebelicah so ljudska/folklorna in umetna/avtorska, tako poezija kot proza. 42 je ljudskih/folklornih proznih besedil (16 slovenskih in 26 neslovenskih del), 5 ljudske/folklorne poezije, torej je približno ena četrtina vseh besedil ljudskih/folklornih. 27 je čebelic umetne/avtorske poezije (21 slovenskih in 6 neslovenskih del), 129 pa umetne/avtorske proze (57 slovenskih in 72 neslovenskih del). 5 je čebelic z ugankami različnih slovenskih avtorjev. V 8 čebelicah je še beseda o avtorjih in v 1 o književnem delu ob spremni besedi različnih avtorjev, najpogosteje pa urednika.
Besedila so tako rekoč vseh književnih vrst: tistih iz tradicionalnih virov, kot so ljudska/folklorna pravljica, pripovedka, bajka, otroška ljudska/folklorna pesem, klasična avtorska pravljica, didaktične vrste, kot je uganka, basen itd. Veliko je sodobne otroške poezije, iracionalne in realistične proze z najrazličnejšo motiviko in tematiko.
Še beseda o prevajalcih: Vse neslovenske čebelice so prevedene, pogosto prirejene starostni stopnji na različne načine. Vsi prevodi in priredbe so zelo kakovostni, nekateri po živosti ali poetičnosti jezika prav izstopajo (npr. prevodi Zdenke Jerman in Marjane Samide, Mihe Mateta, Ivana Minattija, Cirila Kosmača).

## Slovenska otroška/mladinska ljudska/folklorna poezija
Slovenska otroška ljudska/folklorna poezija v knjižni zbirki Čebelica obsega kratke, eno do tri kitične, ritmične, rimane pesmi, polne ponavljanj, zvočnega barvanja in besedne igre, kar se kaže že v naslovih (Šlo je šlo medvedovo, Tujčica, mavčica) pa tudi v pesmih (Minka-Tinka, Tomdidli daja, Petelinček - petelanček, Katrca škatlca itd.). V pesmih je bogato slovensko besedišče, tudi narečno (škrnjajo, ohcet, židano, popevala, dozivala, drevenko itd.), saj so to pesmi iz različnih slovenskih pokrajin. Tematizirajo podeželsko življenje in naravo, s katero je neločljivo povezano življenje podeželskega človeka. Tako so pesmi polne motivov iz kmečkega in pastirskega življenja, življenja podeželskega otroka, motivov iz narave, živalskega sveta. Ta poezija je vrstno in oblikovno raznolika: obsega vpraševalne pesmi (Lastovica, Cici cici, Škrjanček poje), preštevalnice (Ura je osem), šaljive in zbadljive pesmi o živalih (Petelinček-petelanček, Žaba gre v luknjico, A, B, C, Gagaj gagaj gos), osebah (Baba Mara, Čudež, Tomdidli daja, Minka-Tinka, Katrca škateljca), krajih (»Potoče - se vse joče, Batuje - se vse kuje, Selo je veselo, Prvačna je lačna«), pesmi k igram (Dober dan, gospodar, Sonce jaše na Zelenku), kratke lirske verzifikacije in malo daljše dialoške pesmi z zaokroženo »zgodbo«.

## Neslovenska otroška/mladinska ljudska/folklorna poezija
V zbirki so izbrane in prevedene otroške ljudske/folklorne pesmi iz Francije, Italije, Grčije, Anglije (Mož v mesecu prinaša same angleške ljudske), Holandske, Norveške, Japonske, Kitajske, Danske, Švedske, Islandije, ena je Kirgiška. To so  otroške preštevalnice (»Ena, dve, tri / v hosto bomo šli /.../«), pesmi k igram (»Hi, konjiček, hija-ho / zdaj se v mesto peljemo /.../«), pesmi, v katerih otrok izraža svoj ljubkovalen odnos do svojih živali (»V hiško daj / kruheka, / zajčka že čakata:/.../«) ali pa na igriv način upovedujejo otroški svet: npr. otroško sladkosnednost (»Dober pek je v Novegradi: / preste peče v čokoladi/.../«); najdemo pa med njimi tudi nežne uspavanke (»Punčka moja, spi, zaspi/.../«).
Ovčka Miorica je epska pesem, ki je v čebelici opredeljena kot »romunska ljudska pravljica«. Je zelo stara romunska ljudska/folklorna epska pesem. Izhaja iz starodavnih pastirskih časov. To je žalostna zgodba, ki se naplete med tremi pastirji, saj enega od njih zaradi zavisti druga dva hudobno umorita. Lepa je tudi prispodoba nedolžne ovčke Miorice, ki je obdarjena z nadnaravnimi lastnostmi. Nanjo se pred smrtjo pastir obrača s svojo oporoko, ki jo odlikujejo izjemno lepa pesniška videnja, v katerih se pastir čuti tudi v smrti do kraja povezanega z naravo.
Tudi neslovenske otroške ljudske/folklorne pesmi so kratke, ritmične, rimane, glasovno barvane, polne ponavljanj in onomatopoije. Tematika je podobna kot v slovenski ljudski/folklorni pesmi.

## Slovenska otroška/mladinska umetna/avtorska poezija
Knjižnica Čebelica vsebuje slovensko otroško umetna/avtorska poezija Josipa Stritarja, Otona Župančiča, Srečka Kosovela, Cvetka Golarja in Manka Golarja, Ljudmile Prunk-Utve, Karla Široka, Alojza Gradnika, Iga Grudna, Franceta Bevka, Smiljana Samca, Bojana Piska, Severina Šalija, Mateja Bora, Gitice Jakopin, Neže Maurer, Kajetana Koviča, Frančka Rudolfa in Ervina Fritza; poezijo, ki je nastajala v razdobju več kot stotih let in je tradicionalna in inovativna. V obeh je osrednji literarni lik podeželski ali mestni otrok, upesnjen je njegov doživljajski svet, otrok v igri in pri učenju, v ožjem družinskem krogu, s prijatelji v naravi, na dvorišču in v šoli. Igra se pojavlja na ravni teme, besed (jezika), oblike. 
Tako je v pesmih prikazan svet otrokovih čustvenih stanj in občutij, kot je strah, jok, bolečina in spanje, upesnjene so njegove aktivnosti, predvsem raznolike igre: s prstki, izštevanke, spuščanje milnatih mehurčkov, spuščanje papirnatega zmaja, igra z raznolikimi igračami, kot je leseni konjiček, vlak-brzovlak, hlod-raketa, žoga, lesene puške. V igro je pogosto vključena vsa družina, kajti tudi kak očka in stric se še rada poigrata. Podeželski otrok se rad poigrava z naravo - kliče murna in ga beza iz luknjice, lovi ribe v potoku in se loti prati prašička, priredi živalim v mlaki pravi koncert z novo piščaljo, oponaša let živali, poigrava na trobentico in šteje zvezde, pa jih ne prešteje, zapleše ob prihodu pomladi in s plesom odganja zimo; mestni otrok pa svojo sobo spremeni v pravo čudežno vesolje z raketami in Rimsko cesto, oba pa rada jašeta na očkovem kolenu ali se vrtita z njim. Najožji člani družine budno spremljajo tudi njegov razvoj in se veselijo vsakega razvojnega napredka (da shodi, dobi ali izgubi zobek). Od sproščene igre pa je le korak do resnega učenja za življenje - šole branja in štetja, ki se pravzaprav začne ob igri, ko je še čisto majhen, prava šola pa prinese skrbi in je včasih prav dolgočasna.  
Zelo obsežna je v Čebelici živalska tema in tema narave. Živali so včasih poetično, impresionistično upovedene v naravnem okolju ali pa v obliki verzificirane zgodbe (pravljice), basni, igrive verzifikacije odslikavajo stvarnost. Živali potujejo kot sodobni turisti po svetu, se napotijo iz vasi v mesto, znajdejo se tudi na sodišču. Živalski svet ima antropomorfne lastnosti in je v glavnem personificiran; v njem je mogoče prepoznati otroke in odrasle sredi vsakdanjega življenja (večni lov mačk in miši, ljubezenski pripetljaji brezumno zaljubljenih - muca v muco, pa ljubezenski pripetljaji med racami in racaki, obisk in pogostitev race pri raci, kako se muc umiva itd.) Včasih so živali nosilke simbolnega pomena (smrti). 
Narava je v pesmih siva ali živopisana in skoraj ni naravnega pojava, ki ne bi bil upesnjen: na impresionističen način in je pretresljivo lepa slika, ki v otroku vzbuja estetski doživljaj, ali pa je narava personificirana in odslikava živo dogajanje v njej. Pogosto je vanjo zazrt otrok (ob oknu, ob morju) ali pa se sama s seboj poigrava. Najpogostejši motiv je veter, posebno kraška burja, pa tudi večer, dež, jutro. 
Zanimivo je, da je ljubezenska tematika bralcu prikupno in igrivo predstavljena ob živalski in naravni tematiki: upesnjen je brezglava ljubezen, ki pogublja, vesele priprave na ženitev, svatba, tožba nad izgubljeno ljubeznijo, zapoznela snubitev, igriva ljubezen. 
V narobe svetu se kaže smisel v nesmislu, iz nenavadnih povezav izhaja humor. 
Delovna pesem je polna delovnega ritma, ki je izražen v refrenih, in prešerno razigrana je praznična pesem (jurjevska, koledniška, pustna).

## Neslovenska otroška/mladinska umetna/avtorska poezija
Neslovenska otroška umetna/avtorska poezija obsega poezijo bivših jugoslovanskih avtorjev: Dušana Radovića, Branka Ćopića, Grigorja Viteza, Dubravka Horvatića, Luke Paljetka, Milovana Vitezovića, Grigorja Popovskega, Milovana Danojlića, Šime Ešića, Štefana Raičkovića in romsko poezijo. Tematsko najobsežnejši del tudi v tej poeziji obsegajo pesmi z motiviko iz otroškega doživljajskega sveta in sveta otroške igre, v kateri je osrednji lik predvsem mestni otrok v najožjem družinskem krogu; v pogovoru z očetom in dedkom, v igri z bratom ali prijatelji, v navezanosti na mamo, v stiski v neurejenih družinskih razmerah; upesnjene so tipične otroške lastnosti, kot je izbirčnost pri hrani, da nočejo zvečer zaspati in njihovo predolgo jutranje spanje. Opazne so izrazito antiavtoritarne pesmi z živalsko motiviko. Te živali (leva, čmrlj) so nadrealistične in v njih je krivec za trpljenje otroka kaznovan. Druge upovedene živali (žirafa in krokodili) imajo antropomorfne lastnosti, so personificirane in v obliki kratkih verzificiranih zgodb odslikavajo otroško stvarnost. Nekaj je tudi nesmislic.
V čebelici z naslovom Romska uspavanka je upovedeno romsko življenje in doživljajski svet Romov: popotništvo, brezdomstvo, romsko bivališče, sejem, spomini na dogodke v otroštvu. V njej so pesmi z živalsko motiviko in motivom iz narave, tudi nežna uspavanka in izštevanka.

## Uganke
V knjižni zbirki Čebelica so izšle štiri zbirke ugank, od ljudskih/folklornih do umetnih/avtorskih: Otona Župančiča, Vere Albreht, Jožeta Šmita, Josipa Stritarja, Mateja Bora, Gustava Strniše, Črtomira Šinkovca, Valentina Vodnika, Vojana Arharja, Darinke Petkovšek, Frana Belčiča in Lojzeta Beltrama. V njih otrok oblikuje eidetsko predstavo različnih reči zunajliterarne stvarnosti na nenavaden in estetsko učinkovit način: reči - ura, klopotec, letalo, bombnik, vžigalice, cigareta, lonec, skleda, kozica, žlica, steklenica, lijak,  kruh, malica, metla, frule, note, pismo, knjiga, svinčnik, radirka, lokomotiva, električna lokomotova, kljuka, ključavnica, žebelj, trobenta, žoga, očala, ogledalo, kozolec, prekla, opeka, radio, kad, pernica; deli telesa - zobje, srce, uho, pet prstov; ime; rastlinski svet - makovo zrno, pšenično klasje, rdeča redkev, vrba, drevo, gora, solata, sončnica, buče, krompir, borovnice, želod, žir; živalski svet - ptica, krt, metulj, jež, petelin, miška, pav, kresnica, ptiček, žrebiček, žaba, riba, gozdni lazar, lisica; 
naravni pojavi - Zemlja, zvezde, mesec, noč in dan, senca, rosa, strela, oblaki, potok, veter, dež, voda. V obliki uganke je upesnjen tudi rudar.

## Slovenska otroška/mladinska ljudska/folklorna proza
Slovenska otroška ljudska/folklorna proza v Čebelici obsega čudežne pravljice, v katerih je dogajanje motivirano v glavnem na čudežen način, in  realistične pravljice, bajke, živalske pravljice in basni. V knjižni zbirki so pravljice s prevladujočo socialno tematiko. Pripovedovalec iz  preprostega ljudstva v velikih socialnih razlikah ne vidi razloga, da se revni mladenič ne bi poročil s kraljevo hčerjo (Pšenica, najlepši cvet) in revna čevljarjeva hči z bogatim graščinskim sodnikom (O prebrisani deklici), dobra pastorka pa z mladim, poštenim in bogatim gospodom (Hudobna mačeha in dobra pastorka). Tako so nagrajeni za požrtvovalno ljubezen sina do očeta, za potrpežljivost in dobroto, ki jo je izkazala dobra pastorka vili ali ker so rešili življenje živalim (Račke, mravlje in čebelice). Do premoženja pridejo s prebrisanostjo in lastno aktivnostjo. Revni sin je moral rešiti tri naloge, da je dobil za ženo kraljevo hčer, prebrisana deklica zapleteno nalogo: h graščinskemu sodniku je morala priti »ne bosa in ne obuta, ne pokrita in ne gologlava, ne peš in ne na konju. Deklica je vzela iz hleva kozlička, v žakelj zavezala mačko, obula stare čevlje brez podplatov, na glavo pa dala strgan prtič.« In dobri pastorki je pomagalo reševati nenavadne naloge dvanajst personificiranih mesecev. 
O čudežni lastnosti praprotnega semena na kresno noč, ko lahko človek razume živalsko govorico, če ima praprotno seme v žepu, govori bajka Praprotno seme. Dvanajst personificiranih mesecev rešuje s svojimi naravnimi dobrotami revščine vdovo z dvanajstimi otroki (Dvanajst ujcev, bajka iz Rezije). Opaziti je, da je zapisovalec želel pripoved tudi jezikovno čim bolj verodostojno zapisati: »Januar je sedel na klopi kakor jaz nocoj.« in Avgust »ji je dal, zdi se mi, grozdja.« V bajki Burja in Jug sta okarakterizirana dva zelo različna vetrova. Kako je potok, ki teče pod Bočem, dobil ime Topli potok, zakaj ima Ribnica v grbu zlato ribico in od kdaj na Koroškem na nekoč poplavljeni zemlji reke Drave rasteta rž in pšenica, zvemo v treh razlagalnih bajkah Topli potok, Zlata ribica in Mamica Dravica. Zbadljiva je realistična pravljica Kaj dela žena, ki kaže na neenakopravnost med moškim in ženskim delom na poseben način. Nikoli več ni namreč mož vprašal, kaj dela žena, odkar je žena šla na polje orat in sejat, mož pa je imel priložnost pospraviti po hiši. 
Tudi v slovenski ljudski/folklorni prozi je živalska tematika obsežna in raznolika. Obsega različne živalske pravljice in basni. Od kdaj je pri nas dosti zajcev, kosmatincev in volkov pa ne več in kako je nekomu lahko »majhna žaba mojster« in kako lahko koga »sam pogled umori« izvemo v razlagalni živalski pravljici Dolgouhec in medved, od kdaj vsa pasja žlahta išče pobeglega zajca, pa ga ne more dobiti, pa v razlagalni pravljici Zakaj teče volk za zajcem. Vsak ima svoj stil in posnemanje ni lepa lastnost in se ti tako vedenje lahko maščuje uči basen Lisica in jež; lisica se je dobro opraskala in opekla po gobcu, ko je posnemala ježa pri nabiranju hrušk. Miška je šla k čevljarju je verižna živalska pravljica, ki se za miško vedno tragično konča - razpara si trebušček, ko leze čez plot in mora k čevljarju, ki naj bi ji ga zašil. Sicer pa otrok ob branju te pravljice spozna, kako so stvari na tem svetu soodvisne. Dvakrat so izšle v Čebelici slovenske ljudske basni pod naslovom Podkovana žaba. Nosilci paraboličnih zgodb so živali, ki izhajajo iz domačega življenjskega okolja in kažejo v medsebojnih odnosih na napake posameznika in na odnose v družbi nasploh. Žaba je častihlepna (Podkovana žaba), vol je tih garač, muha pa se baha z njegovim delom (Muha in vol), maček je samozadosten, kokoš pa v korist drugim (Maček in kokoš), kozi sta trmoglavi itd. Basni uče, da je za čast in slavo treba trpeti, da je mnogo takih, ki se hvalijo s tujim delom, da je »Lastna hvala, cena mala.« Trmoglavost se hladi v kopeli, pravi basen o dveh trmoglavih kozah in basen Polž in kobilica pouči, da se tudi počasi daleč pride, prevzetnost pa vodi v pogubo; da vse, kar je lepo, še ni koristno, zvemo v basni Zajec in jež.

## Neslovenska otroška/mladinska ljudska/folklorna proza
Neslovenska otroška ljudska/folklorna proza obsega čudežne, realistične pravljice, številne in raznolike živalske pravljice in basni iz tako rekoč vsega sveta: afriške, armenske, kabardinske, nemške, makedonske, madžarske, japonske, srbske, ruske, francoske, mongolske, karelske, norveške, indijske, kitajske, češke, albanske in letonske, arabske in pravljice in basni severnoameriških Indijancev. 
Po tematiki in motiviki so te pravljice zelo različne: kratke, domiselne, realistične z vzgojno poanto, kot npr. kako je napake težko popravljati, kako  mora včasih ženi mož pokazati njen pravi obraz, kako lahko nepoučene s prave poti zapelje vsak šaljivec, ali pa šibajo žensko zanikrnost in lenobo. Precej je čudežnih pravljic s socialno tematiko, revščina v njih pa je premagana na čudežen način ali z lastno aktivnostjo. Motivacija za doseganje ciljev so številne prerokbe, čaranja, upoštevanje ali neupoštevanje svaril, reševanje nalog in naključja. Številne so pravljice, v katerih dogajanje temelji na ponavljanjih (trije bratje gredo drug za drugim v svet itd.). V pravljicah nastopajo številne čudežne živali, ki odločilno posegajo v dogajanja, delijo celo dobro in zlo (veverica, kokoška z dvanajstimi piščeti, trije krilati konji, napadalni sokol, krvoločni pes, dvoglava kača, polpetelinček itd.), in čudežne reči, s katerimi si revni pridobijo premoženje in kraljično, večno življenje itd., nagradijo poštenost, dobroto, skrb ali pa ti predmeti pogubijo hudobne, pohlepne, grabežljive, lažnive: tak je čarobni mlinček, čarobna piščal, čarobni studenec s čarobno vodo, ki človeka pomladi, čudežni napoj čarobne limone, čudežna preproga in čarobno ogledalo, čudežno modro granatno jabolko, čudežni zlati rožni grm in čudežni otrok. Izpostavili bi za otroka v tem starostnem obdobju »odrasle« motive, ki jih srečujemo v pravljicah: motiv umora novorojenca, hrepenenje po večni mladosti, dokazovanje očetovstva, motiv hrepenenja po večnem življenju, hrepenenje po rojstvu otroka, številna junaška dejanja, pobijanja (npr. vseh, ki niso znali povedati pravljice itd.). 
V živalskih pravljicah in basnih prevladuje poučnost. Številne med njimi so razlagalne (mnoge basni in pravljice severnoameriških Indijancev in druge), verižno oblikovane. Otrok v njih spoznava živali ter njihove stalne lastnosti iz tujih okolij, nauki pa so iz zgodb lahko prepoznavni ali celo eksplicitno zapisani. V nekaterih živalskih pravljicah se otrok zlahka identificira z osrednjim likom, ob drugih, ki so npr. verižno grajene, je čustveno angažiran in razmišlja o soodvisnosti vsega v svetu, ponavljanja pa umirjajo dramatičnost dogajanja.

## Slovenska otroška/mladinska umetna/avtorska proza
V slovenski otroški umetna/avtorska proza v knjižni zbirki Čebelica prevladuje tematika NOB. V izbranih delih prevladuje neheroizirajoč odnos do partizanstva, izbor motivov pa je tak, da so  blizu izkušenjskemu svetu mlajšega bralca. V ospredju so individualne usode v vojno vpletenih otrok, od predšolski do šolarjev, mladih kurirk, partizanov, partizanskih mater in žensk. Govore o nasilni ločitvi otrok od staršev, o vojni siroti, o dobri, pogumni, trpeči partizanski materi, ki pokončno prenaša kruto trpinčenje za svoje in druge sinove v gozdovih, o spoznanju otroka v vojni o kruti vojni resnici - kruti igri z mladim življenjem, o sožitju partizanov z naravo (ptice pomagajo preganjati žalost in osamljenost ali pa mladega partizana spomnijo na tragičen vojni dogodek, ko so mu požgali dom in se tja ne bo mogel več vrniti, s petjem pomagajo v stiski in rešujejo življenje, in ne le ptice, tudi štirinožni prijatelji - pes Runo). V memoarski obliki upovedujejo nekatera izbrana besedila partizansko življenje, pohode, napore ter srečanje kurirke Kristine Brenkove v okupirani Ljubljani s Prežihovim Vorancem. Tipičnega črno-belega slikanja vojnih dogodkov je malo, v večini besedil je prisotna neka globlja psihološka poanta. 
Socialno kritično naravnana so besedila različnih slovenskih avtorjev (Ivana Cankarja, Branka Žužka, Miška Kranjca, Toneta Čufarja, Danila Lokarja, Ludvika Mrzela) in nekatera izmed njih (Mrzela, Žužka, Čufarja) predstavljajo pomenljiv vezni člen do realistično upovedovanih snovi iz časa pred prvo svetovno vojno in želijo sodobnemu otroškemu bralcu buditi predvsem socialno občutljivost. Vsebujejo napoved velikih stvari v tem stoletju, delavsko revolucijo, ki bo vrnila »zasmehovalcem revnih milo za drago«. Upovedene so  tudi razmere v revirjih (Trbovljah) med 1. svetovno vojno, v obliki memoarske proze pa je na kontrasten način prikazana sreča dečka, ki je živel v »krušnem raju«, v primerjavi s težkimi socialnimi razmerami jeseniških delavcev in taboriščnikov med vojno. Beremo lahko tudi o revščini otrok viničarjev v Slovenskih goricah, socialno poantirana je Cankarjeva črtica Pehar suhih hrušk. 
Druga realistična besedila upovedujejo otroštvo, doživljajski svet otrok in otroške igre: pastirsko življenje in prijateljevanje z živalmi, ljubezen do bratca, osamljenost sodobnih otrok, ker so pogosto sami doma, saj so starši prezaposleni, in tako premagujejo osamljenost in iščejo toplino ob »punčki z grdimi lasmi« ali pri živalih. Nekatere je strah kazni zaradi šolskega neuspeha, drugi pa so v stiski, ker se jim z rojstvom bratca pomenljivo spreminja status v družini. 
Večina kratke realistične proze z iracionalnimi  prvinami v knjižni zbirki Čebelica prisluškuje otroku in njegovi potrebi po igri in je tako tematsko aktualna, izvirna in jezikovno poetična, živa, igriva in oblikovno inovativna. V njej prevladuje tematika doživljajskega sveta in sveta igre sodobnih otrok v urbanem okolju. Tovrstna kratka besedila pišejo v Čebelici Kajetan Kovič, Svetlana Makarovič, Leopold Suhodolčan, Ela Peroci, Lojze Kovačič, Venceslav Winkler, Branka Jurca, Branko Hofman, Miha Mate, Pavle Zidar-Zdravko Slamnik), Franjo Frančič, Erna Gregorič. Osrednji literarni lik je sodoben mestni otrok, opazovan in označen v starostnem razponu od predšolskega do zgodnjega šolarskega obdobja, prizorišče dogajanja je ožji in širši družinski krog in to prizorišče se postopoma razpira v širše družbeno okolje: dvorišče, igrišče, šola. Besedila upovedujejo tipične izseke iz otrokovega vsakdanjega življenja: svet igre in oživljenih igrač v otroški vsakdanjosti ali sanjskem svetu, oživljeni drugi predmeti, reči iz vsakdanjosti, živali (plašček, podobe na novoletnih voščilnicah, živalske zmerjalke, star avto, pika v pismu). To je svet otroških želja, ki se pogosto uresničuje v igri ali sanjskem svetu: čim prej bi otroci radi bili veliki, radi bi imeli lep plašček, rdeče kolo, hišo ob morju, srečo domačo, srečo in mir po svetu. Čebelice osvetljujejo specifičen odnos otrok do sveta odraslih, upovedujejo prvi samostojnejši otrokov odhod od doma, kamor ga zvabi svet igre, staršem pa povzroči hude skrbi. Pišejo o stiski otroka, ki ima težave v šoli in ga je strah pred kaznijo doma, ter upovedujejo razmere v šoli, kjer vlada med šolarji privoščljivost, častihlepnost, pretirana tekmovalnost in kjer nekateri otroci niso deležni ne v šoli ne doma razumevanja in individulne pozornosti, posledica pa je agresivnost in umik v svoj svet. Pišejo o stiski sodobnega otroka, ki hrepeni po očetu, ker je že dolgo odsoten zaradi dela, in o razvajenosti sodobnih mestnih otrok, o otroški iznajdljivosti in domiselnosti. 
V Čebelici najdemo tudi mladinsko detektivko o burkastih, a domiselnih detektivskih veščinah Naočnika in Očalnika in humoresko o grozanskem razbojniku Cefizlju ter klasične avtorske pravljice, ki nagrajujejo dobroto in plemenitost. 
V poseben tematski sklop sodijo pripovedi z živalsko tematiko, med katerimi so številne poučno naravnane pravljice in basni, domiselne so nekatere razlagalne pravljice, pravljice, ki aktualizirajo ekološko in bivanjsko problematiko mestnega življenja in poetično slikajo v pravljični podobi zimo in pomlad.

## Neslovenska otroška/mladinska umetna/avtorska proza
V neslovenski otroški umetni/avtorski prozi v knjižni zbirki Čebelica prevladuje tip iracionalne proze (klasična umetna pravljica) in realistične proze z iracionalnimi elementi ter živalska pravljica in basen. 
V Čebelici se zvrste besedila avtorjev tako rekoč iz vsega sveta: bivših jugoslovanskih republik, Albanije, Grčije, Rusije, Češke, Madžarske, Danske, Finske ... in celo daljne Japonske, od starogrškega Ezopa do najsodobnejših avtorjev. Zato je stvarni in domišljijski svet v njih izjemno pisan. 
V Čebelici so med klasičnimi umetnimi/avtorskimi pravljicami najštevilčnejše socialno poantirane, ki bogato nagrajujejo dobroto in plemenitost, govore pa tudi o zmagi ljubezni nad sebičnostjo, nepremagljivi ljubezni, kako plemenitost zmaguje nad ošabnostjo in prevzetnostjo, kako se spleta prijateljstvo med otroki različnega stanu in prežene osamljenost. 
Nekatere pravljice govore o tem, kako ima revščina veliko srce, o nesreči, ki preži na neprevidne in nepreudarne, druge govore o veliki materinski ljubezni in o sožitju človeka z naravo, o staranju in obnavljanju vsega živega. 
Številne so sodobne pravljice oz. realistične pripovedi z iracionalnimi elementi, ki upovedujejo doživljajski svet sodobnih otrok v urbanem okolju, oživljen svet igre, igrač in drugih predmetov iz vsakdanjega okolja ter otroškega sanjskega sveta. Te »pravljice« so različno zgrajene, saj imajo včasih le realističen okvir in vloženo iracionalno pripoved, drugič so v realistični pripovedi le posamezni manjši iracionalni elementi ali pa v pripovedi prevladujejo iracionalni elementi. Med literarnimi liki so mladi šolarji, ki se na poti v šolo ali iz nje zatopijo v svojstven svet sanj in v njih podoživljajo svoje velike in majhne vsakdanje probleme. Mednje sodi njihov specifičen odnos do odraslih in strah zaradi njih (občutek majhnosti in nemoči včasih dobiva že kar fantastične dimenzije) ali pa so odrasli predstavljeni kot velikani, med katerimi se otroci počutijo nemočne, po svoje ogrožene in žele čim prej odrasti. V pravljicah so upovedene nenavadne in običajne želje sodobnega otroka: za rojstni dan si zaželi medvedka, nosoroga, risanke in barvice in vse te reči ožive: medvedek in nosorog, v sanjah tudi slike, narisane z novimi barvicami, saj so sanje le odraz otrokovega intenzivnega dnevnega doživljanja. Oživi in odleti iz užaljenosti tudi lastovica na sliki in stoli so v igri konjenica, park, postelja, gledališče, piramide, oživijo reči v šolski učilnici med počitnicami, topla voda v kadi postane širno morje in otroška soba skoraj ves svet, ko otrok ne sme ven. Igra pa je lahko tudi izgovor za nedelo. Prepoznavna v tovrstnih pravljicah je tudi stiska otrok, ko ni prezaposlene  mame doma, ko se vrnejo iz šole. V pravljicah so upovedene številne prevladujoče lastnosti resničnih malih junakov, ki imajo pogosto probleme prav zaradi teh lastnosti: debelost, počasnost in zamujanje šole ter pozno prihajanje iz šole domov itd. Kritike so deležne babice, ki uničujejo zobe s prinašanjem lizik, in upovedene so ljubeče mame ob pripovedovanju pravljic. Upovedeno je tudi čisto specifično doživljanje sveta čisto majhnih otrok, ki je povsem različen od sveta odraslih. 
Med neslovensko umetno/avtorsko literaturo so tudi štiri pripovedi s partizansko tematiko, ki upovedujejo položaj otrok v vojni. 
Posebno zgovorno pa odslikavajo vsakdanje življenje živalske pravljice in z zgledi uče basni: da vsak le sebe vidi in kako ima najmočnejši vedno prav, da je v slogi moč in uspeh, da je še najboljša lastna podoba, da leni hitro najde sebi enakega, da lahko z zvitostjo premagaš močnejšega in si rešiš življenje, a med zvitimi je lahko kdo še bolj zvit, da veliki hočejo vedno vladati malim, a majhnost je lahko kdaj tudi prednost in rešuje življenje, da je najbolje biti zadovoljen sam s seboj, kajti vsi se česa boje, in tudi to uče, da se na vrh povzpneš le s premetenostjo; da je »malo takih, ki cenijo lepo pesem«, da zaupati sovražniku je največja zmota, da »Ne pamet, delo je tisto, kar nas dela močne. Cilj, h kateremu težijo naši skupni napori - sreča vseh - je lažje dosegljiv s trudom vsakega posebej. Ljudje temu pravijo ideal«. Na zatožni klopi se znajdejo lenoba in skopost in v življenju se nikogar večno ne drži smola. Nekaj je domiselnih pravljic, ki temeljijo na besedni igri, vrsta razlagalnih (zakaj je konj večji in močnejši od osla, zakaj žirafa toliko večja od mravlje itd.) in verižna, ki govori o soodvisnosti in slogi v živi naravi.
--Ko8zolec (pogovor) 12:45, 6. junij 2015 (CEST)--Ko8zolec (pogovor) 12:45, 6. junij 2015 (CEST)

## Izhajanje Čebelice
| Leto izdaje | Naklada               | Način izhajanja      | Število zvezkov | Tekoče številke zvezkov | Oprema                                                              |
| ----------- | --------------------- | -------------------- | --------------- | ----------------------- | ------------------------------------------------------------------- |
| 1974        | 21727                 | mesečno              | 11              | 166–176                 | 16 × 16 cm                                                          |
| 1975        | 20800, 23000          | mesečno              | 10              | 177–186                 | 16 × 16 cm                                                          |
| 1976        | 19000, 22400          | mesečno              | 10              | 187–196                 | 16 × 16 cm                                                          |
| 1977        | 18000, 19400          | mesečno              | 10              | 197–206                 | 16 × 16 cm                                                          |
| 1978        | 15000, 15100          | mesečno              | 9               | 207–215                 | 16 × 16 cm                                                          |
| 1979        | 15000, 17000          | mesečno              | 10 + 8 p.       | 216–225                 | 16 × 16 cm                                                          |
| 1980        | ?                     | mesečno              | 11              | 226–236                 | 16 × 16 cm                                                          |
| 1981        | 18000, p.15000, 15500 | mesečno              | 10 + 10 p.      | 237–246                 | 16 × 16 cm in p. 17 × 19 cm                                         |
| 1982        | 16000, 18000          | mesečno              | 12              | 247–258                 | 16 × 16 cm                                                          |
| 1983        | 16000                 | mesečno              | 9               | 259–267                 | 16 × 16 cm                                                          |
| 1984        | 16000                 | mesečno              | 9               | 268–276                 | 16 × 16 cm                                                          |
| 1985        | 10000, 12000          | mesečno              | 9               | 277–285                 | 16 × 16 cm; zadnje tri št. plastificirane – barvni okvir s pikicami |
| 1986        | 10000                 | mesečno              | 9               | 286–294                 | 16 × 16 cm; plastificirane – barvni okvir s pikicami                |
| 1987        | 10000, p. 10000       | mesečno              | 4 + 2 p.        | 295–298                 | 16 × 16 cm; plastificirane – barvni okvir s pikicami                |
| 1988        | 10000                 | mesečno              | 3               | 299–301                 | 16 × 16 cm; plastificirane – barvni okvir s pikicami                |
| 1989        | 10000                 | snopič, enkrat letno | 9               | 302–310                 | 16 × 16 cm; v potiskani platneni torbici                            |
| 1990        | 10000, p. 10000       | snopič, enkrat letno | 8 + 1 p.        | 311–318                 | 16 × 16 cm; v kartonastem medvedu                                   |
| 1991        | 12000                 | snopič, enkrat letno | 9               | 319–326                 | 16 × 16 cm; v zavitku z uro                                         |
| 1992        | 8500                  | snopič, enkrat letno | 9               | 327–335                 | 16 × 16 cm; v zavitku z uro                                         |
| 1993        | 7500                  | snopič, enkrat letno | 9               | 336–344                 | 16 × 16 cm; v zavitku z uro                                         |